# Nikon D50
De Nikon D50 is een semiprofessionele spiegelreflexcamera.
De D50 levert foto's af in JPEG- en RAW-formaat. De D50 kan uitgebreid worden met een heel gamma aan Nikkor-lenzen. In 2006 werd het 'kleine broertje' van de D50, de D40, uitgebracht door Nikon.